# Bert Oosterbosch
Bert Oosterbosch (Eindhoven, 30 de julio de 1957–Lekkerkerk, 18 de agosto de 1989) fue un deportista neerlandés que compitió en ciclismo en las modalidades de pista y ruta.
Fue profesional entre 1979 y 1988, y sus mayores éxitos deportivos los logró en el Tour de Francia, donde obtuvo un total de tres victorias de etapa, y en la Vuelta a España, donde consiguió una victoria de etapa en la edición de 1985.
Ganó dos medallas en el Campeonato Mundial de Ciclismo en Pista, oro en 1979 y bronce en 1981, ambas en la prueba de persecución individual.
Falleció a consecuencia de un paro cardíaco mientras dormía, siguiendo un patrón según el cual fallecieron 18 ciclistas de Bélgica, Alemania y Países Bajos entre finales de los años 1980 y principios de los 90. Se ha sugerido que estas muertes podrían estar relacionadas con el abuso de EPO, aunque también existen opiniones contrarias a esta hipótesis.

## Medallero internacional
| Campeonato Mundial | Campeonato Mundial        | Campeonato Mundial | Campeonato Mundial         |
| Año                | Lugar                     | Medalla            | Competición                |
| ------------------ | ------------------------- | ------------------ | -------------------------- |
| 1979               | Ámsterdam ( Países Bajos) | Medalla de oro     | Persecución individual (P) |
| 1981               | Brno ( Checoslovaquia)    | Medalla de bronce  | Persecución individual (P) |

## Palmarés
| 1978 - Campeón del mundo en contrarreloj por equipos 1979 - Campeón del mundo de persecución en pista - Delta Profronde 1980 - 1 etapa en el Tour de Francia - Tour de Luxemburgo 1981 - Cuatro días de Dunkerque 1982 - Vuelta a los Países Bajos - 1 etapa de la Vuelta a Suiza - 1 etapa de la París-Niza | 1983 - 2 etapas del Tour de Francia - Estrella de Bessèges - 1 etapa de la Tirreno-Adriático 1984 - E3-Prijs Harelbeke - Tres días de La Panne - 1 etapa de la Vuelta a Suiza - 1 etapa de la París-Niza 1985 - 1 etapa en la Vuelta a España - 1 etapa en la París-Niza 1986 - 1 etapa en la Vuelta a la Comunidad Valenciana - 1 etapa en la Semana Catalana |